# هری پاتر و سنگ جادو
هری پاتر و سنگ جادو (به انگلیسی: Harry Potter and the Philosopher's Stone) نخستین جلد از مجموعه کتاب‌های هری پاتر، نوشتهٔ نویسندهٔ انگلیسی جی کی رولینگ است که به روایت زنده ماندن هری پاتر از حمله لرد ولدمورت و کشته شدن پدر و مادرش در آن حمله می‌پردازد. این کتاب در ۲۶ ژوئن ۱۹۹۷ توسط انتشارات بلومزبری در لندن انتشار یافت. سپس این کتاب در ۱ سپتامبر ۱۹۹۸ میلادی در ایالات متحده توسط انتشارات اسکلاستیک منتشر شد و به رکورد قابل توجهی از فروش دست یافت.
در سال ۲۰۰۱ میلادی، فیلمی به اقتباس از این کتاب و با همین نام ساخته شد و مورد استقبال قرار گرفت. نخستین فیلم هری پاتر را کریس کلمبوس کارگردانی کرد و نقش هری پاتر را دنیل ردکلیف به همراه اما واتسون در نقش هرماینی گرنجر و روپرت گرینت در نقش رون ویزلی از دوستان هری پاتر ایفا کردند.
هری پاتر و سنگ جادو، موفق به کسب جوایز ادبی کودک و نوجوان بسیاری شد و در اوت ۱۹۹۹ در فهرست پرفروش‌های نیویورک تایمز قرار گرفت و در سال‌های ۱۹۹۹ تا ۲۰۰۰ اکثر مواقع در این جدول باقی ماند. این کتاب به ۷۳ زبان دنیا، ترجمه شده‌است و به این ترتیب جزئی از برترین رمان‌های جهان به‌شمار می‌رود.
این کتاب به‌طور تقریبی ۱۲۰ میلیون نسخه فروش داشته‌است.
با وجود استقبال فراوان از این کتاب، بعضی از گروه‌های مذهبی، این کتاب را مسبب ترویج افکار جادوگری دانستند و از پذیرش آن خودداری کردند. ولی بسیاری دیگر روحیهٔ مبارزه و ایثارگری درون کتاب را تحسین کردند و آن را ستودند.

## داستان

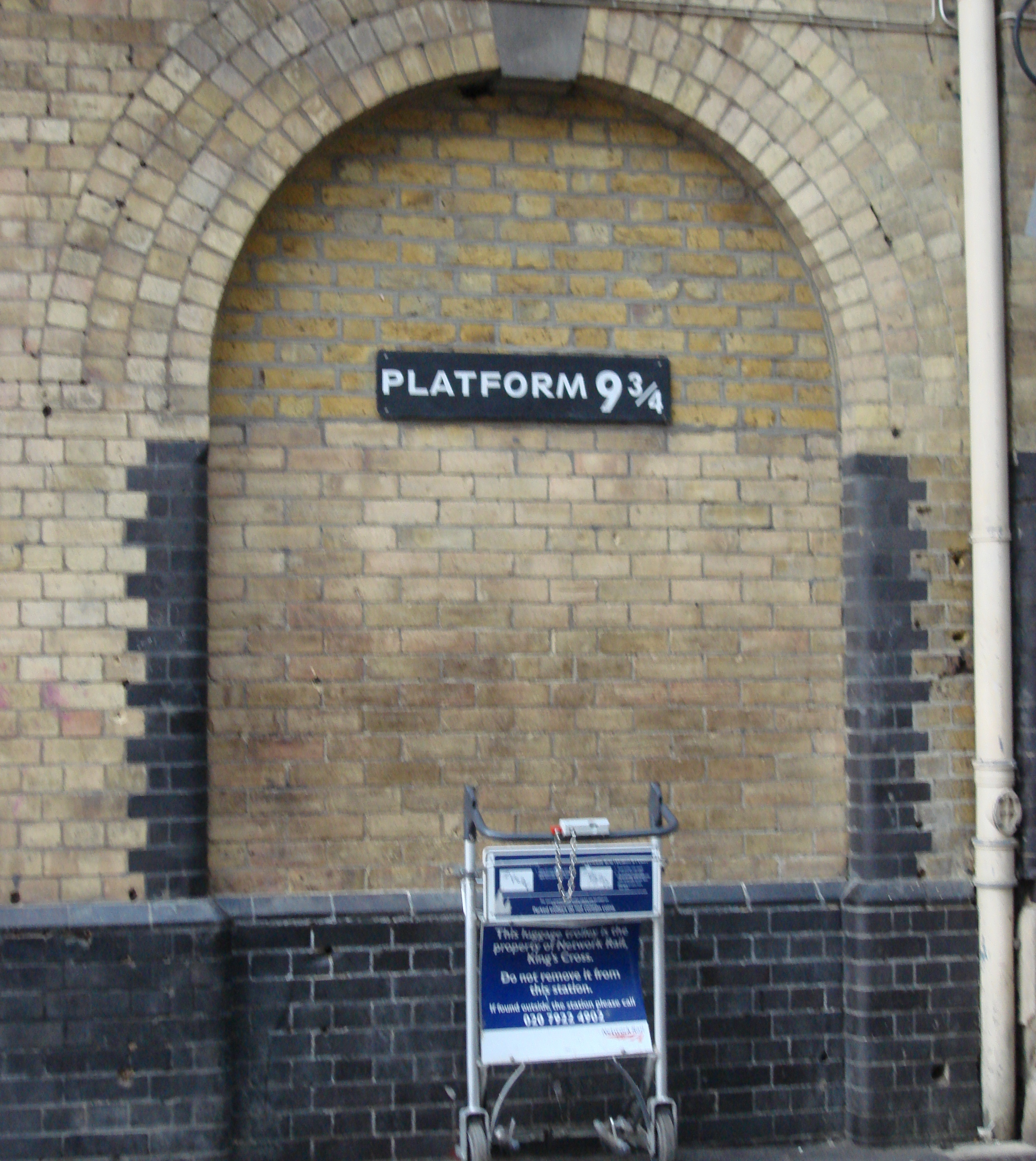
سکوی 9-3/4 ادای احترام به هری پاتر در ایستگاه راه آهن کینگز کراس، لندن، بریتانیا

هری پاتر، پسری یتیم ده ساله است که به همراه خانواده دورسلی، شامل عمو ورنون، خاله پتونیا و دادلی زندگی می‌کند. او زندگی مشقت‌باری دارد، زیرا مدام از سوی دورسلی‌ها اذیت می‌شود و آنها رفتار زننده‌ای با او دارند. عمو ورنون مدام او را در اتاقک زیر پله‌ها محبوس می‌کند و دادلی او را کتک می‌زند. زمانی که قرار است هری، به یک مدرسهٔ سطح پایین به نام استون وال برود از یک فرد ناشناس نامهٔ مشکوکی به هری می‌رسد. قبل از اینکه او بتواند نامه را بخواند، عمو ورنون نامه را می‌گیرد و بعد از خواندن آنرا پاره می‌کند. بعد از این اتفاق صدها نامهٔ دیگر از جاهای مختلف به خانه سرازیر می‌شود. عمو ورنون نیز تمام نامه‌ها را معدوم می‌کند. دورسلی‌ها برای فرار از نامه‌ها از لندن خارج می‌شوند، تا مدتی را در یک کلبهٔ چوبی در وسط دریا سپری کنند. درشب اول اقامت در کلبه شخصی به نام هاگرید که شکاربان مدرسه علوم و فنون جادوگری هاگوارتز بود وارد کلبه شده و نامه را به هری می‌دهد و این خبر را به هری می‌دهد که او یک جادوگر است